# PubSubHubBub
PubSubHubbub je otvoren protokol za javnu distribuciju i pretplaćenu komunikaciju na Internetu. Prvobitno dizajniran da produži Atom (i RSS) kao protokol za proširenje podataka , protokol može da se primeni na bilo koji tip podataka (npr. tekst, slike, audio, video) dok je dostupan preko HTTP. Njegova glavna svrha je da obezbedi u realnom vremenu obaveštenja o promenama, što poboljšava na tipične situacije gde klijent periodično Ankete serveru hrane u nekom 
proizvoljnom intervalu. Na ovaj način, obezbeđuje PubSubHubbub gura HTTP obaveštenja bez potrebe klijenata da provedu resurse na glasanje za promene.

## Šta u stvari radi PubSubHubBub?
Kod njega postoji ekosistem izdavača, pretplatnika, i čvorišta.

Pretplatnik prvo preuzima sadržaje sa HTTP resursa ( URL ) tako da traži od veb server. Pretplatnik zatim proverava sadržaj odgovora, a ako ona referencira čvorište, pretplatnik može da se pretplatite na tu temu resursi URL [] razjasnilo na tom čvorištu. Pretplatnik treba da pokrene dostupan web server, tako da čvorišta direktno mogu obavestiti kada bilo koji od njegovih pretplaćenih tema su ažurirani, koristeći vebhook mehanizam.Izdavači izlažu svoj sadržaj sa uključivanjem hub referenci u HTTP zaglavlja. Oni postavljati obaveštenja na tim čvorištima spomenut kad god nešto objavite. Stoga, kada se desi događaj publikacija, izdavač pozove svoje čvorišta i čvorišta zovu svoje pretplatnike.

PubSubHubBub uključuje jednostavnu proveru namerama mehanizma u cilju sprečavanja zloupotrebe pretplate, a mehanizam validacije omogućava pretplate na privatne ili zaštićene resurse na internetu. Kada pretplatnik pošalje zahtev za pretplatu na čvorište, pretplatnikova adresa i broj mora da bude uključen. Centar odmah šalje poruku za verifikaciju na pretplatnikov URL. Zahtev pretplata će biti prihvaćen samo ako pretplatnik šalje pozitivan odgovor na zahtev za verifikaciju glavčine.
Da bi se obezbedio bezbedan lanac, pretplatnici bi trebalo da dele tajnu sa glavčine, koji će biti korišćen od strane glavčine da izračuna ključ HMAC koja će biti poslata na pretplatnika. Ovo poslednje se zatim lako proveru porekla upoređivanjem priloženog potpisa sa sličnim kompjuterizovanim potpisima na njihovom kraju.